# Tejidos Kuba

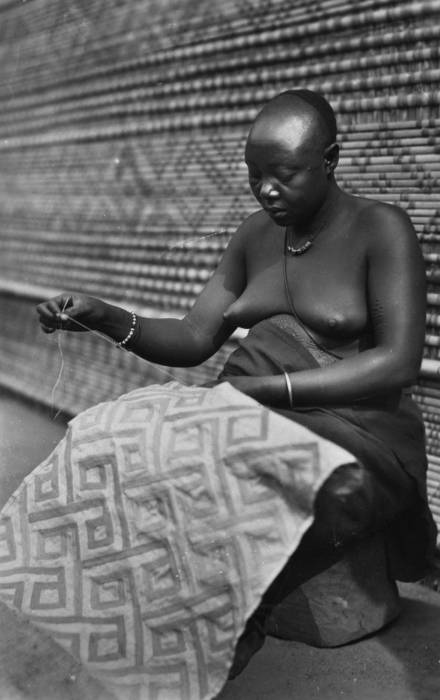
Una mujer bakuba bordando un textil. Entre los bakuba son los hombres los que tejen, y las mujeres las que bordan y transforman sus tejidos.

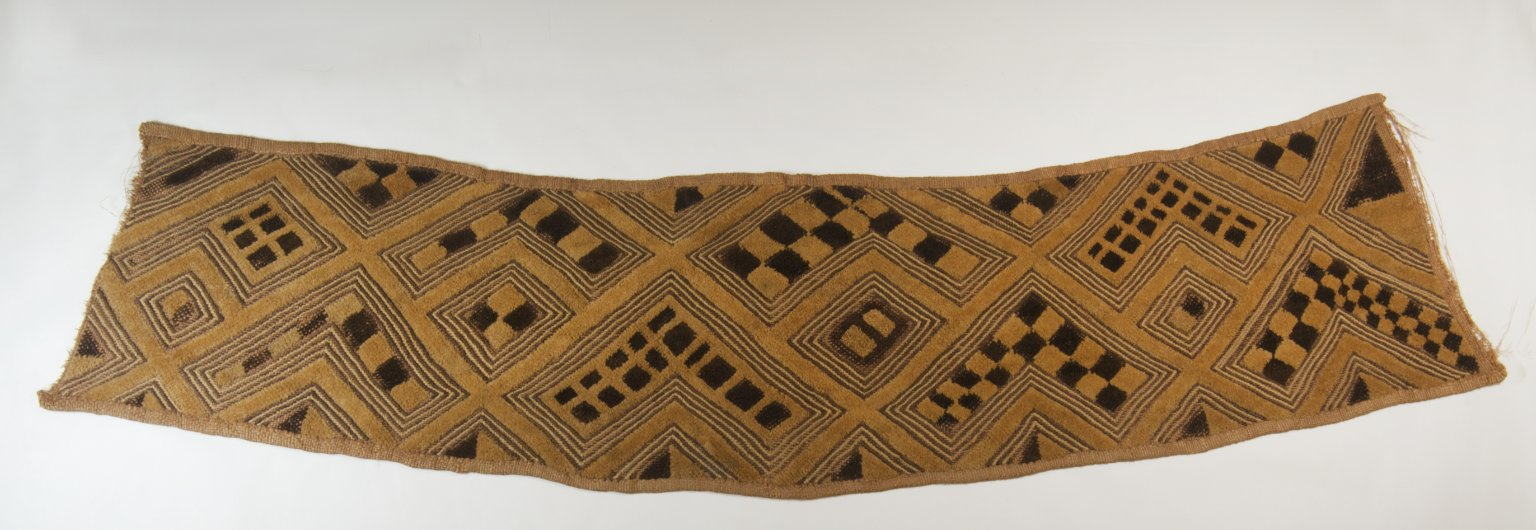
Una tela de rafia bordada de la colección del Museo de Brooklyn.

Los tejidos Kuba son un tipo de tela de rafia únicos en la República Democrática del Congo, antes Zaire, que destacan por su elaboración y complejidad de diseño y por la decoración de su superficie. La mayoría de los textiles son una variación de piezas rectangulares o cuadradas de fibra tejida hoja de palma realizada con diseños geométricos ejecutados en bordado lineal y otros puntos de costura, que se cortan para formar superficies de pelo que se asemejan al terciopelo. Las mujeres son responsables de transformar la tela de rafia en diversas formas de tejidos, incluyendo las faldas ceremoniales, las telas de homenaje de "terciopelo", las telas de tocados y cestería.

## Tejido de rafia
En la cultura de Kuba, los hombres son responsables del cultivo de la palma y del tejido de la rafia. Se producen varios tipos de telas de rafia para diferentes propósitos, la forma más común de las cuales es una tela de tejido liso que se utiliza como base para la producción de textiles decorados. Los hombres producen la tela en telares inclinados de una única pieza y luego la utilizan para confeccionar su ropa y para suministrar telas de base a las mujeres de la sección de su clan. La tela es gruesa cuando se corta por primera vez del telar, por lo que luego se machaca en un mortero, que la ablanda y la prepara para la aplicación de la decoración de la superficie, de la que son responsables las mujeres.

## Teñido
Muchos tejidos de prestigio están teñidos con «twool», una sustancia de color rojo intenso obtenida del duramen de los árboles tropicales Pterocarpus sp. y Baphia pubescens. Los kuba creen que el «twool» está impregnado de propiedades mágicas y protectoras. Cuando se mezcla con aceite de palma, crea una pomada que se aplica en la cara, el cabello y el cuerpo en un contexto ritual. Según la tradición oral, los pende eran los encargados de enseñar a los kuba a tejer tejidos; los pende usaban el twool en sus prendas de prestigio para los rituales de muerte.

## Tejidos Bambala
A principios del siglo XX, el etnógrafo Emil Torday adquirió el grupo más antiguo de tejidos existentes de la tradición kuba del rey reinante, Kot aPe. Llamó a estos textiles «Bambala» en honor al clan gobernante. Según Joseph Cornet, estas telas fueron bordadas por mujeres de Bushong que estaban embarazadas de los herederos del Rey para usarlas en los rituales que rodeaban el nacimiento de los niños. También se usaban como atuendos funerarios para las mujeres nobles. El ligero relieve, los elaborados diseños geométricos y la cohesión técnica de los tejidos indican que fueron creados por ancianos altamente cualificados. Según la historiadora de arte Vanessa Drake Moraga, «El hecho de que las bordadoras kuba representen estructuras textiles en sus composiciones subraya tanto el valor de tejer a la cultura como el prestigio que se otorga al arte femenino».

## Sobrefaldas ceremoniales femeninas

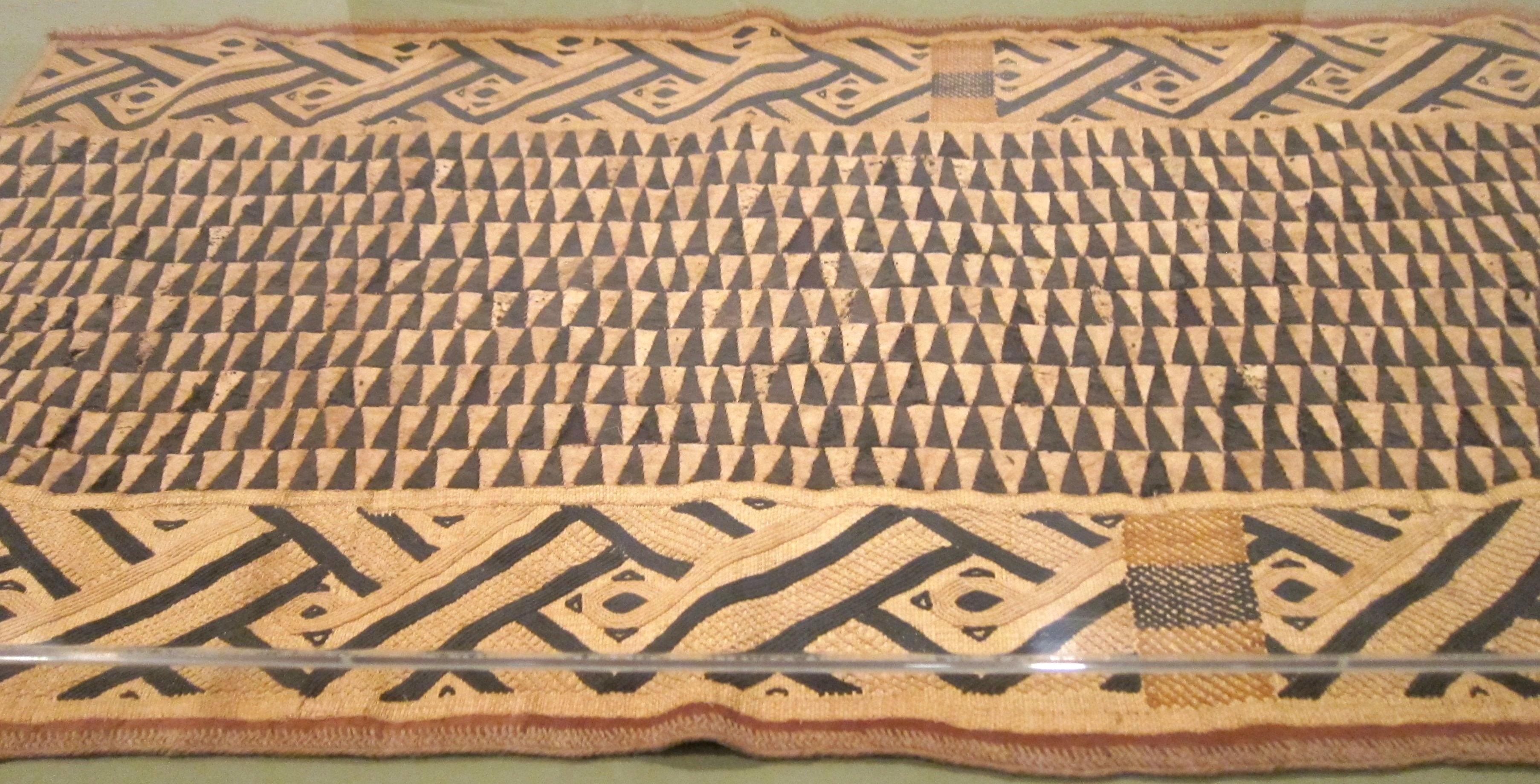
Sobrefalda ceremonial de la mujer Bushong del.

Las mujeres kuba tradicionalmente usaban sobrefaldas durante las exhibiciones de entierro, pero la sobrefalda fue adoptada más tarde como parte de muchos conjuntos ceremoniales que se usaban durante las danzas rituales, celebraciones y actuaciones con máscaras. La falda envolvente se aseguraba con un cinturón y se llevaba sobre una falda bordada típicamente monocroma de color rojo o blanco. Estas faldas exhiben una variedad de componentes de diseño; algunas emplean exclusivamente bordados lineales planos, mientras que otras aplican esta técnica exclusiva en los bordes de la tela, en cuyo caso el interior se ejecuta con bordado de pelo cortado, lo que le da a la superficie una apariencia y sensación de terciopelo. En la técnica de bordado de «pelo cortado», los hilos cortos de rafia se insertan individualmente con una aguja debajo de una o más urdimbres o tramas de un panel de rafia tejido a dos lizos, y luego se cortan cerca de la superficie en cada extremo para producir el «pelo» elevado. El tejido textil cuenta con una variedad de motivos, como el guilloché entrelazado, que los artistas de bordado emplearon junto con el color, la línea y la textura para producir composiciones variadas y efectos visuales.

## Patrón y repetición: Los tejidoss Kuba en su relación con las matemáticas y la música

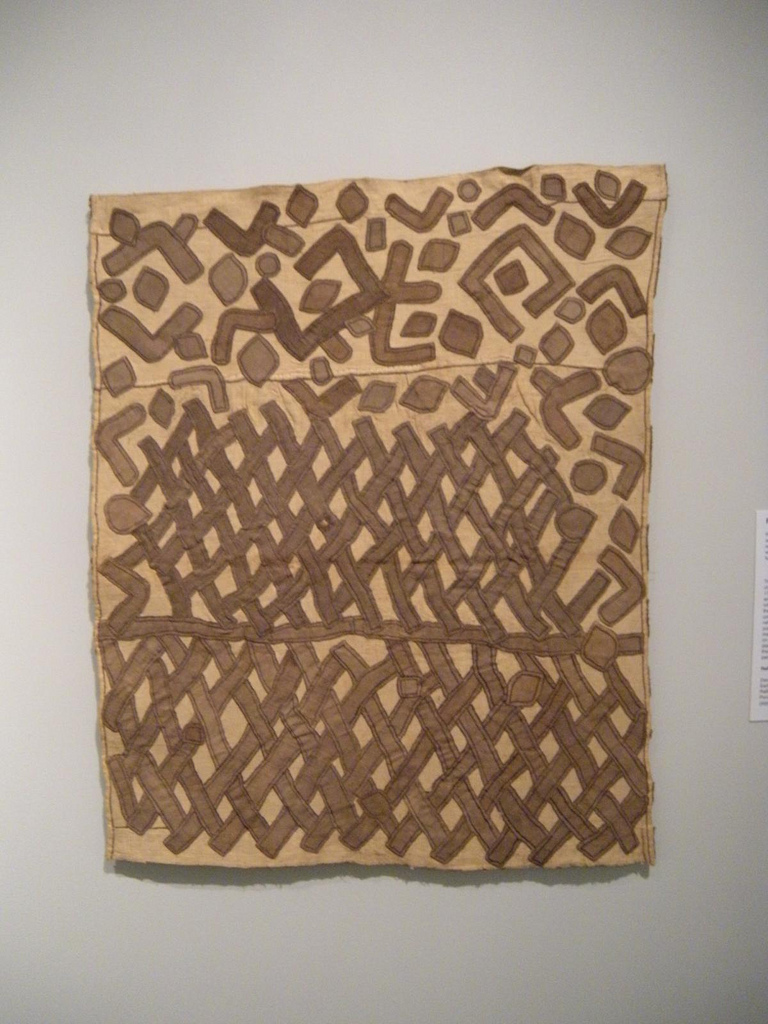
Tejido Kuba de principios de mediados del, actualmente en la Academia de Artes de Honolulu.

Los tejidos Kuba demuestran un gusto por interrumpir la línea esperada; componen a través de yuxtaposiciones de unidades muy diferentes y cambios bruscos de forma.
El matemático Donald Crowe ha analizado, en particular, los diseños bidimensionales de las artes de Benín, Yoruba y Kuba y ha mostrado el alcance de las exploraciones de los africanos en las posibilidades formales de variación geométrica. En su arte, los kuba han desarrollado todas las posibilidades geométricas del Grupo Friez —variaciones repetitivas de patrones de bordes—, y de las diecisiete maneras en que un diseño puede ser Grupo Wallpaper —variable en una superficie—, los kuba han explotado doce. Esta exploración no significa que se limiten a patrones repetitivos al confrontar una superficie a decorar.
El carácter del diseño Kuba concuerda con la observación de Robert Thompson de que algunas formas de música y arte africanas están animadas por el fraseo de los acentos, rompiendo el continuo esperado de la superficie, tambaleándose y suspendiendo el patrón. En el diseño textil, los africanos de la región de Kasai-Sankuru no proyectan una composición como una repetición integrada de elementos. Hasta hace poco, las actitudes euroamericanas sobre este punto eran tan fijas que llamaban «repetición» a un diseño textil, y esperaban encontrar una unidad de imágenes idénticas repetidas sobre la superficie. Este tipo de integración no es típico de las artes bidimensionales africanas.